# Sphaeralcea hainesii
Sphaeralcea hainesii är en malvaväxtart som beskrevs av T. S. Brandeg.. Sphaeralcea hainesii ingår i släktet klotmalvor, och familjen malvaväxter. Inga underarter finns listade i Catalogue of Life.